# Magne Furuholmen
Magne Furuholmen (* 1. listopadu 1962 Oslo) je norský hudebník – multiinstrumentalista hrající převážně na klávesové nástroje. Jeho otcem byl jazzový trumpetista Kåre Furuholmen. V roce 1982 založil skupinu A-ha, se kterou v následujících letech vydal řadu alb. Od roku 2008 rovněž působil v kapele Apparatjik. Rovněž vydal několik vlastních nahrávek, byl producentem písní jiných interpretů a věnoval se výtvarné činnosti.